# 近津尾神社
近津尾神社（ちかつおじんじゃ）は、滋賀県大津市国分に鎮座する神社である。

## 祭神
- 誉田別尊

## 歴史
『石山寺記録』中之巻3によると、承安3年（1173年）に石山寺の座主公祐僧都が同寺の鎮守社として創建したという。元禄年間（17・8世紀の交）には松尾芭蕉が境内地に移り住み、幻住庵を営んだ。
なお、幻住庵は昭和15年（1940年）に再建された後、「ふるさと吟遊芭蕉の里事業」によって平成3年（1991年）に建て替えられた。

## 神紋
- 左三ッ巴

## 祭事
- 例祭 - 5月5日

## 境内社

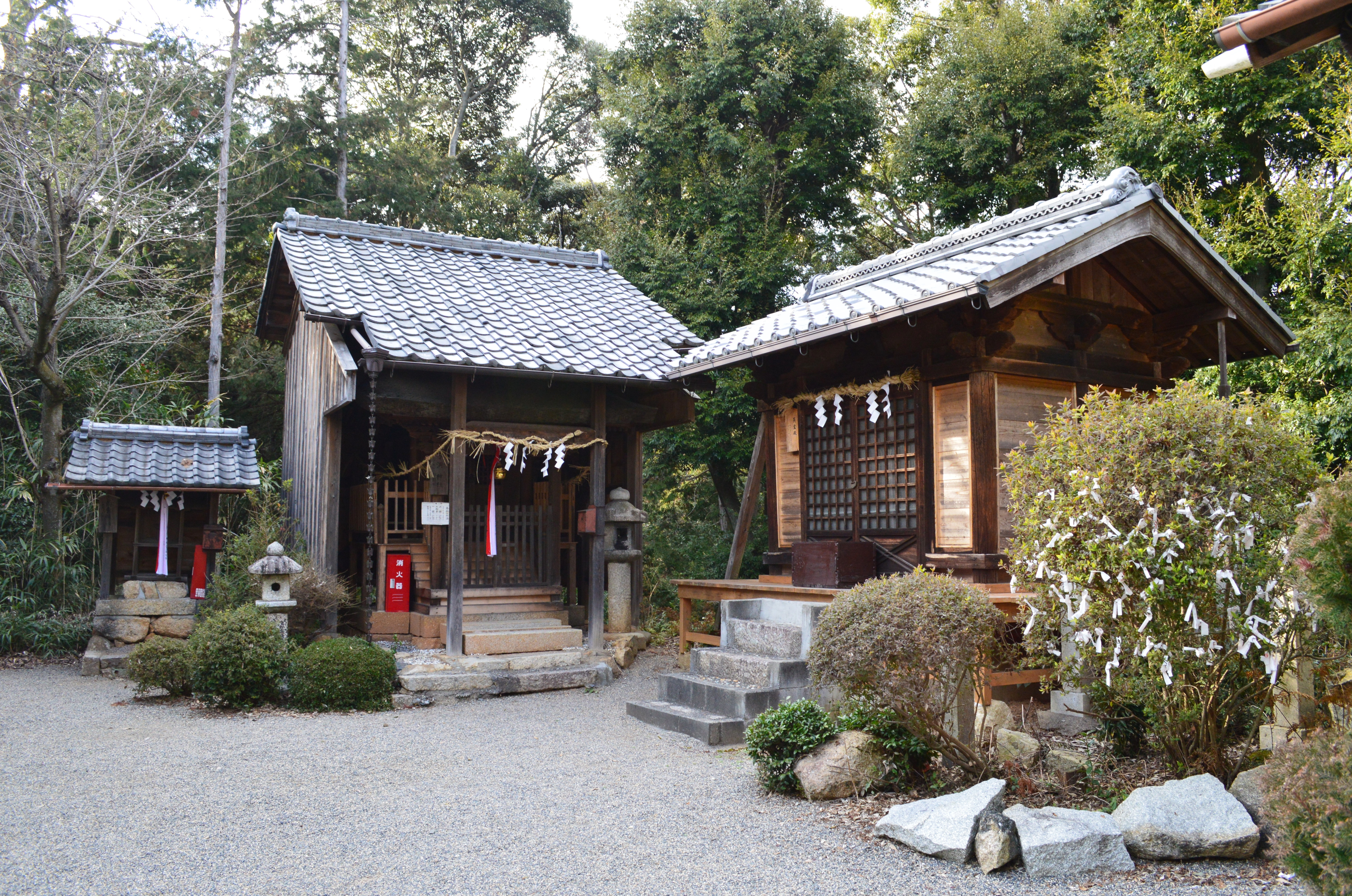
境内社

- 山ノ神神社
- 洞神社
- 雨壺神社

## アクセス
公共交通機関
- JR琵琶湖線（東海道本線）石山駅・京阪石山坂本線京阪石山駅から京阪バス（国分団地行き）。「幻住庵」停留所下車、徒歩約4分[3]。

自動車
- 京滋バイパス石山ICから約5分。  - ※駐車場は幻住庵と共用する。